# Katia Greco
Katia Greco, all'anagrafe Caterina Greco (Messina, 31 agosto 1985), è un'attrice italiana.

## Biografia
Nata a Messina e laureata in Scienze biologiche, nel 2005 debutta come attrice teatrale con lo spettacolo Ombre e penombre, scritto e diretto da Patrizia Tedesco. L'anno seguente si trasferisce a Roma, dove prosegue la sua formazione professionale, iniziata nella sua città natale, e comincia la sua carriera d'attrice prima televisiva e poi cinematografica.
In televisione debutta nel 2007 nella miniserie televisiva Il capo dei capi, regia di Enzo Monteleone e Alexis Sweet, in onda su Canale 5, a cui fanno seguito i due episodi finali della serie televisiva R.I.S. 4 - Delitti imperfetti e il film TV Noi due, regia di Massimo Coglitore, in onda nel 2008,  l'episodio Questione di protocollo di Crimini bianchi e l'episodio Al buio di Distretto di Polizia 9, in onda nel 2009, anno in cui è protagonista dello spettacolo teatrale La grande cena, scritto e diretto da Camilla Cuparo.
Nel 2011 partecipa alcuni episodi della prima stagione della serie televisiva Il giovane Montalbano (trasmessa da Rai 1 nel 2012), regia di Gianluca Maria Tavarelli, dove interpreta Mery, la prima fidanzata del commissario. L'anno successivo lavora nuovamente in teatro nello spettacolo Ti sposo ma non troppo, scritto, diretto e interpretato da Gabriele Pignotta. Inoltre è protagonista del videoclip Semplice della cantante Lavinia Desideri.
Nel 2013 esordisce nel cinema con il film The Elevator: Three Minutes Can Change Your Life, opera prima di Massimo Coglitore. A questo film fanno seguito: Back to Rome, regia di Christopher Herrmann, e Bolgia totale, opera prima di Matteo Scifoni.
Nel 2016 è protagonista del videoclip Cinque petali di rosa di Alex Britti. Nello stesso anno partecipa all'episodio L'uomo dei carrelli della decima stagione di Don Matteo. Inoltre ritorna sul set per girare il film Segreti, diretto da Emanuele Crialese.
Nel 2020 fa parte del cast di uno degli ultimi film della serie Il commissario Montalbano. Nel 2022 è una delle protagoniste femminili del film L'isola del perdono, per la regia di Ridha Behi.

## Teatrografia
- Ombre e penombre, scritto e diretto da Patrizia Tedesco (2005)
- La grande cena, scritto e diretto da Camilla Cuparo (2009)
- Ti sposo ma non troppo, scritto, diretto e interpretato da Gabriele Pignotta (2012)

## Filmografia

### Cinema
- The Elevator: Three Minutes Can Change Your Life, regia di Massimo Coglitore (2013)
- Back to Rome, regia di Christopher Herrmann (2014)
- Bolgia totale, regia di Matteo Scifoni (2014)
- Cruel Peter, regia di Christian Bisceglia (2019)
- Picciridda, regia di Paolo Licata (2019)
- L'isola del Perdono (L'île du Pardon), regia di Ridha Behi (2022)
- La casa degli sguardi, regia di Luca Zingaretti (2024)
- L'amore che ho, regia di Paolo Licata (2024)

### Televisione
- Il capo dei capi, regia di Enzo Monteleone e Alexis Sweet - Miniserie TV (2007)
- R.I.S. 4 - Delitti imperfetti, regia di Pier Belloni - Serie TV, episodio 4x19-4x20 (2008)
- Noi due, regia di Massimo Coglitore - Film TV (2008)
- Crimini bianchi - Episodio: Questione di protocollo, regia di Alberto Ferrari - Serie TV (2009)
- Distretto di Polizia 9, regia di Alberto Ferrari - serie TV, episodio 9x19 (2009)
- Il giovane Montalbano - Episodi: La prima indagine di Montalbano e Capodanno, regia di Gianluca Maria Tavarelli - Serie TV (2012)
- Don Matteo 10 - Episodio: L'uomo dei carrelli, regia di Jan Maria Michelini - Serie TV (2016)
- Catturandi - Nel nome del padre, regia di Fabrizio Costa - Miniserie TV (2016)
- Un passo dal cielo - Episodio: "Preda innocente" (2018)
- L'allieva 2, regia di Fabrizio Costa - serie TV, episodio 2x12 (2018)
- Il cacciatore, regia di Davide Marengo e Stefano Lodovichi - serie TV, episodio 1x05 (2018)
- Che Dio ci aiuti - Serie TV (2019)
- Il commissario Montalbano – serie TV, episodio: Salvo amato, Livia mia (2020)
- Rita Levi Montalcini, regia di Alberto Negrin - film TV (2020)
- Bang Bang Baby, regia di Michele Alhaique - serie Prime Video (2022)
- La porta rossa - Terza stagione, regia di Gianpaolo Tescari - serie TV (2023)
- Studio Battaglia, regia di Simone Spada – serie TV, episodio 2x05 (2024)
- I fratelli Corsaro, regia di Francesco Miccichè – serie TV, episodi 1x03-1x04 (2024)

## Videoclip
- Semplice di Lavinia Desideri, regia di Valerio Groppa (2012)
- Cinque petali di rosa di Alex Britti, regia di Gianpiero Alicchio (2016)

## Riconoscimenti
- Oscar dei giovani (2012)
- Globus – Via dei Corti (2020)[4]